# Liriomyza biformata
Liriomyza biformata este o specie de muște din genul Liriomyza, familia Agromyzidae, descrisă de Becker în anul 1919.
Este endemică în Ecuador. Conform Catalogue of Life specia Liriomyza biformata nu are subspecii cunoscute.